# رأفت ماهر لبيب
رأفت ماهر لبيب ممثل ومدبلج مصري .

## عن حياته
ابن الفنان ماهر لبيب والفنانه عواطف تكلا.

## أعماله

### في المسلسلات
- ماما نور
- زائر من الفضاء
- نادي الخالدين

### الأفلام
- الأسطى المدير
- البيه البواب
- العملاق
- المواجهة
- كراكون في الشارع
- وداعا يا ولدي
- الحكم آخر الجلسة
- آباء وأبناء
- المدمن

## روابط خارجية
- رأفت ماهر لبيب على موقع IMDb (الإنجليزية)
- رأفت ماهر لبيب على موقع الدهليز
- رأفت ماهر لبيب على موقع قاعدة بيانات الأفلام العربية